# 唐律
唐律（越南语：／）是中国的唐诗在越南发展出的本土化变体，以越南语书写而成。在越南语中即指唐朝，但在越南语中，以汉语书写的中国唐诗与越南本土的“唐律”有所区别，前者一般被称为“书唐”（越南语：／）或“唐诗”（越南语：／）。
汉越式的“唐律”诗歌中翻译成英文的作品包括诗人胡春香的作品等。